# 에비스초역
에비스초역(일본어: 恵美須町駅, えびすちょうえき)은 일본 오사카부 오사카시 나니와구에 있는 한카이 전기 궤도와 오사카 시영 지하철의 역이다.

## 이용 가능 철도 노선
- 한카이 전기 궤도 - 역 번호 HN51
  - 한카이 선
- 오사카 시영 지하철
  - 사카이스지 선 - 역 번호 K18

## 역 구조

### 한카이 전기 궤도
빗형 3면 2선의 지상역이다. 개찰구에서 직접 승강장으로 들어오는 것이 가능하다. 과거에는 1번선 승차홈의 뒤쪽에 한 개 선로가 있어, 1980년에 폐지된 난카이 히라노 선의 발착선이었다. 또, 역 남쪽에 인상선도 있었다. 이것들은 현재 주차장 등으로 사용되고 있다. 화장실은 2번선 하차홈에 있는 남녀 공용의 수세식 화장실이다.

#### 승강장
| 번호 | 노선        | 행선                                        |
| ---- | ----------- | ------------------------------------------- |
| 1・2 | ■ 한카이 선 | 스미요시・아비코미치・하마데라에키마에 방면 |

### 오사카 시영 지하철
섬식 승강장 1면 2선의 지하역이다. 개찰구는 남,북측에 1개씩 있다. 덴덴타운에는 북쪽개찰(닛폰바시 역 근처, 8호차 부근)이, 한카이 선 환승이나 통천각 ·  덴노지 동물원 신세카이 게이트는 남쪽개찰(도부쓰엔마에 역 근처, 1호차 부근)이 편리하다. 닛폰바시 역 근처 홈에는 승강장과 북쪽 개찰구를 연결하는 엘리베이터가 있다. 또, 북쪽 개찰구와 지상을 연결하는 엘리베이터(1-B호 출입구)도 있다. 도부쓰엔마에 역 근처 홈에는 남쪽 개찰구에 에스컬레이터가 있고 남쪽 개찰구와 지상을 연결하는 엘리베이터(3번 출입구)가 있다.
기둥에 설치된 역명 사인은 "에비스초(닛폰바시스지)"이다. 출입구와 궤도벽면 설치의 역명 사인의 표시는 없다. 한카이 선으로 환승안내 표시는 작은 것이 많으면서 표시 수가 적기 때문에 매우 알기 어렵다.

#### 승강장
| 번호 | 노선          | 행선                                                                                  |
| ---- | ------------- | ------------------------------------------------------------------------------------- |
| 1    | 사카이스지 선 | 덴가차야 방면                                                                         |
| 2    | 사카이스지 선 | 닛폰바시・사카이스지혼마치・덴진바시스지 6초메・기타센리・다카쓰키시・가와라마치 방면 |

## 역 주변
- 난카이 고야 선 이마미야에비스 역
- 덴덴타운
- 신세계
- 이마미야에비스 신사
- 덴노지 동물원 ·  덴노지 공원
- 기즈 도매시장
- Zepp Namba (OSAKA)
- 나니와 경찰서
- 한신 고속 1호 환상선
- 한신 고속 14호 마쓰바라 선
- 국도 제25호선

## 역사
- 1911년 12월 1일: 한카이 전기 궤도의 역 개업.
- 1915년 6월 21일: 난카이 철도와 합병하여 한카이 철도의 역이 됨.
- 1944년 6월 1일: 회사 합병으로 긴키 닛폰 철도역이 됨.
- 1947년 6월 1일: 노선을 양도하면서 난카이 전기 철도역이 됨.
- 1969년 12월 6일: 오사카 시영 지하철 사카이스지 선 에비스초 역 개업.
- 1980년 12월 1일: 노선 양도로 인한 한카이 전기 궤도, 오사카 시영 지하철의 역이 됨.

## 사진

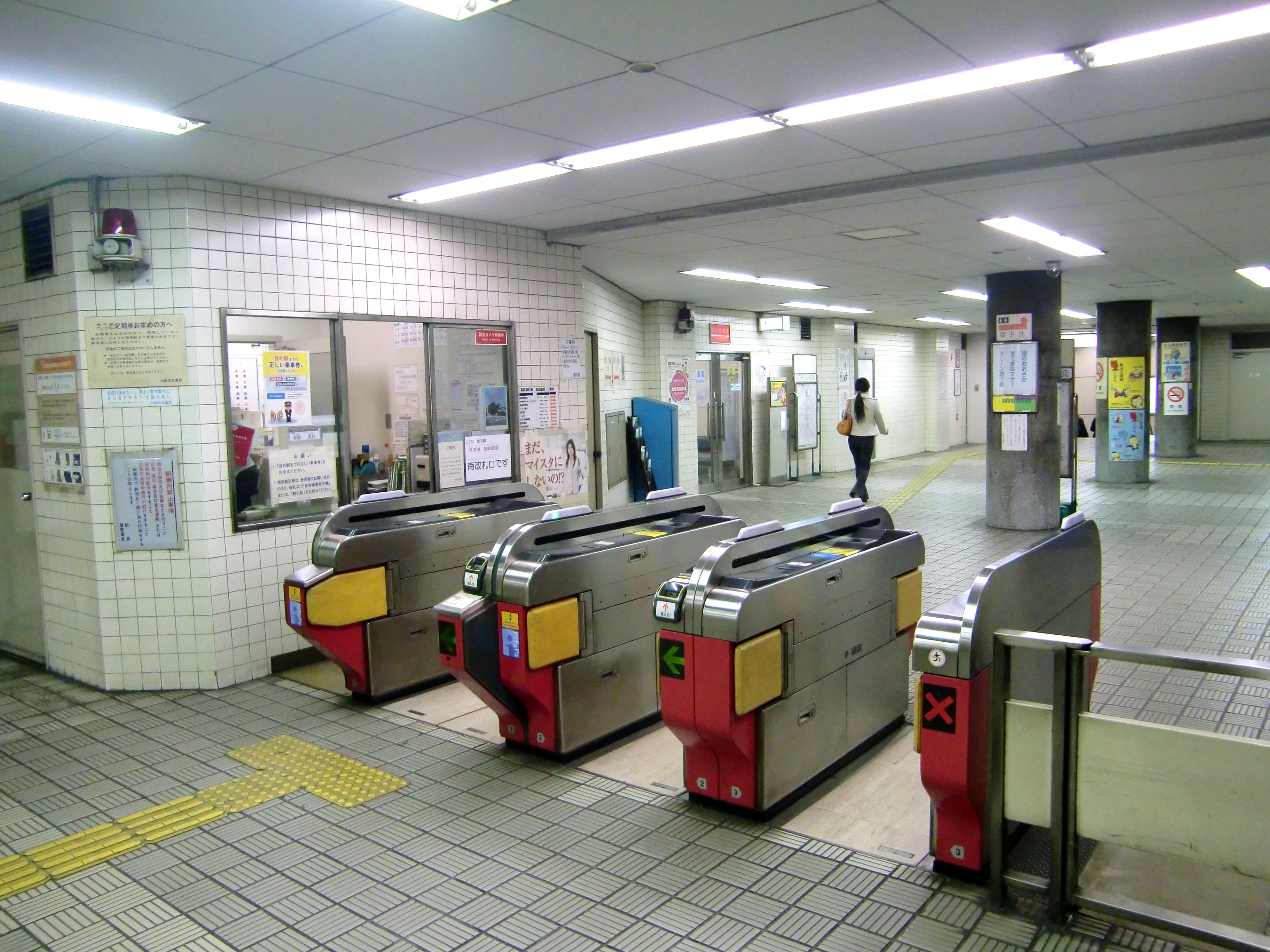
지하철 개찰구
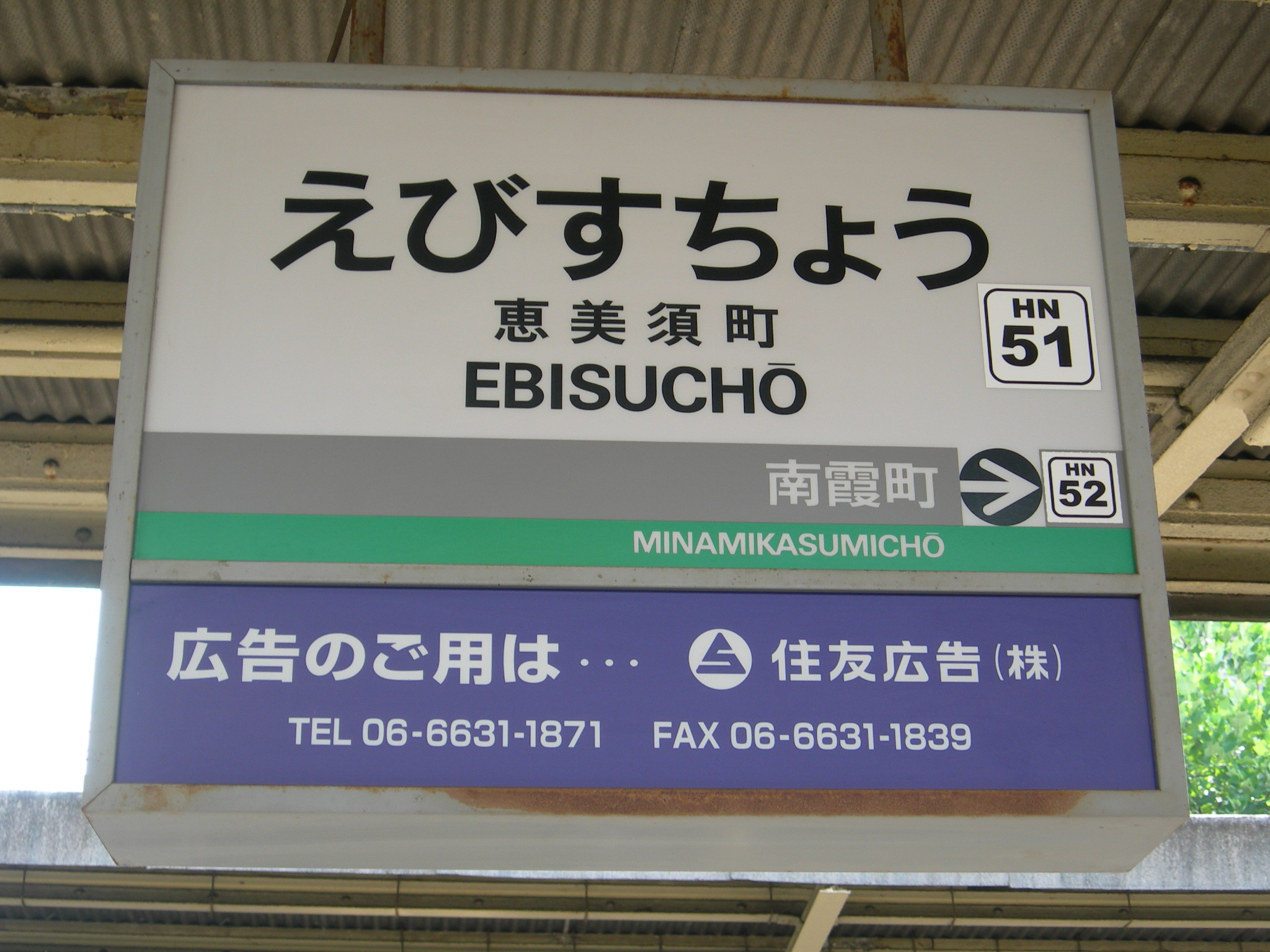
한카이 철도 역명판
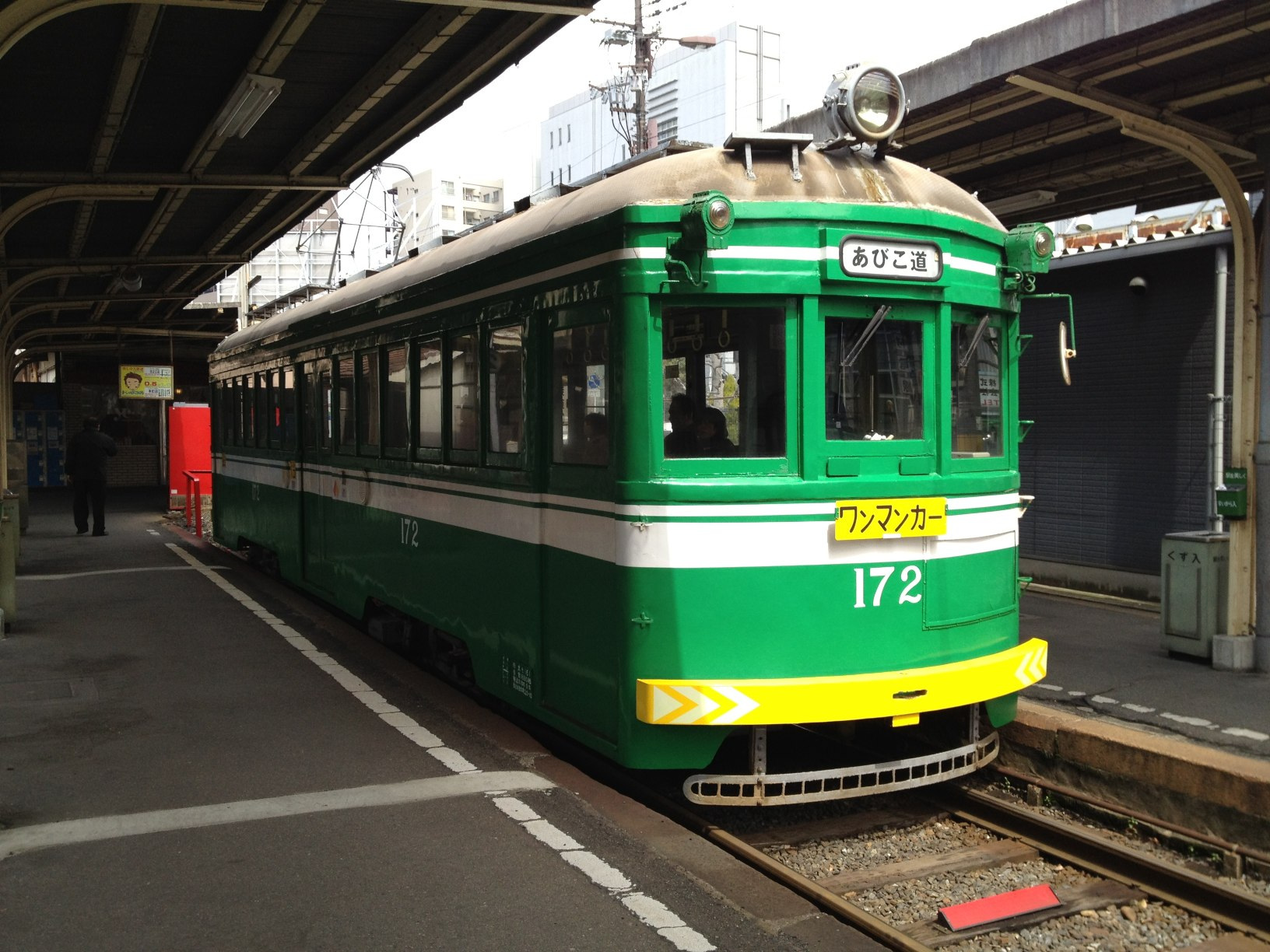
정차 중인 161형(172편성) 노면 전차
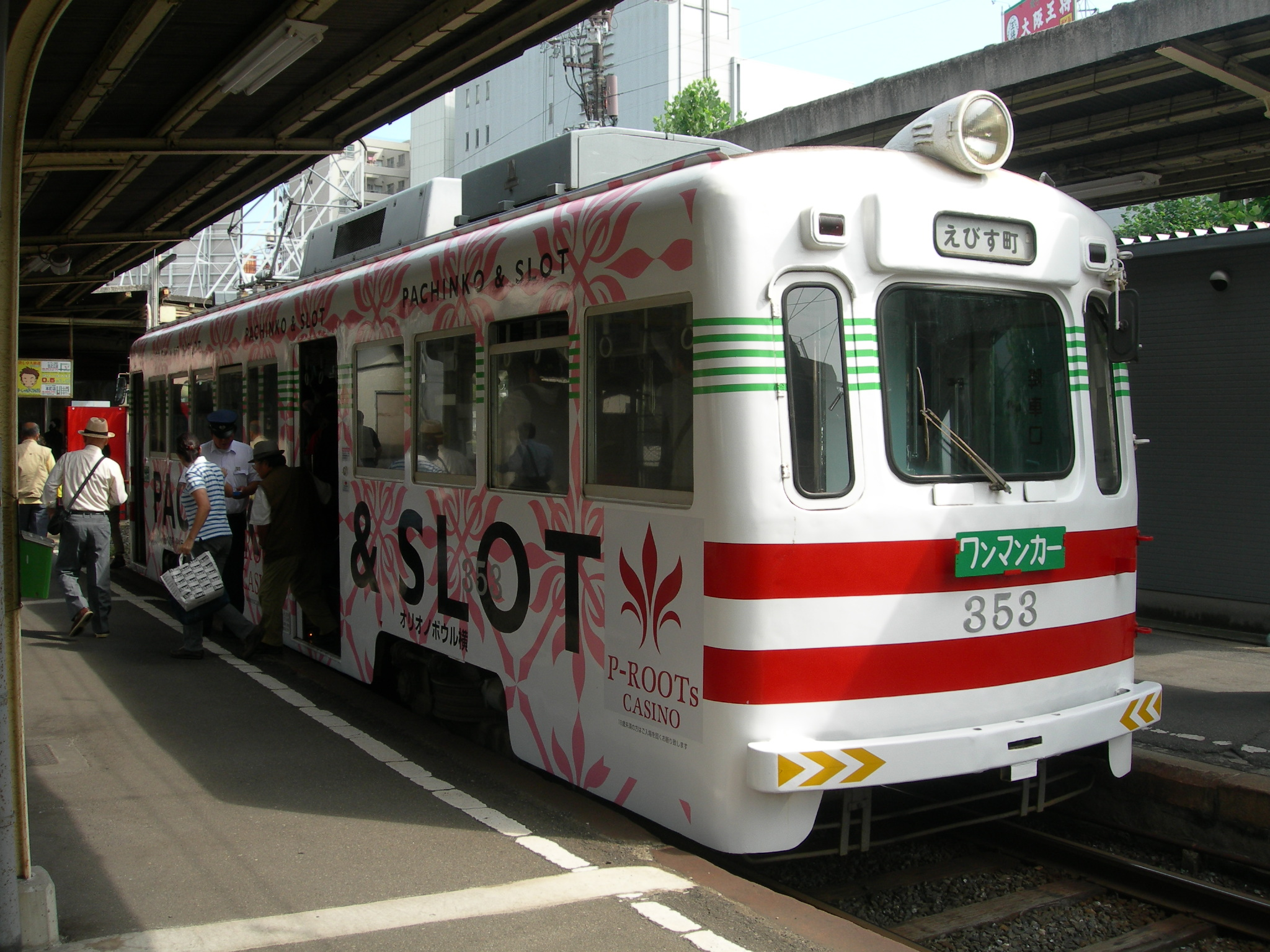
정차 중인 351형(353편성) 전차
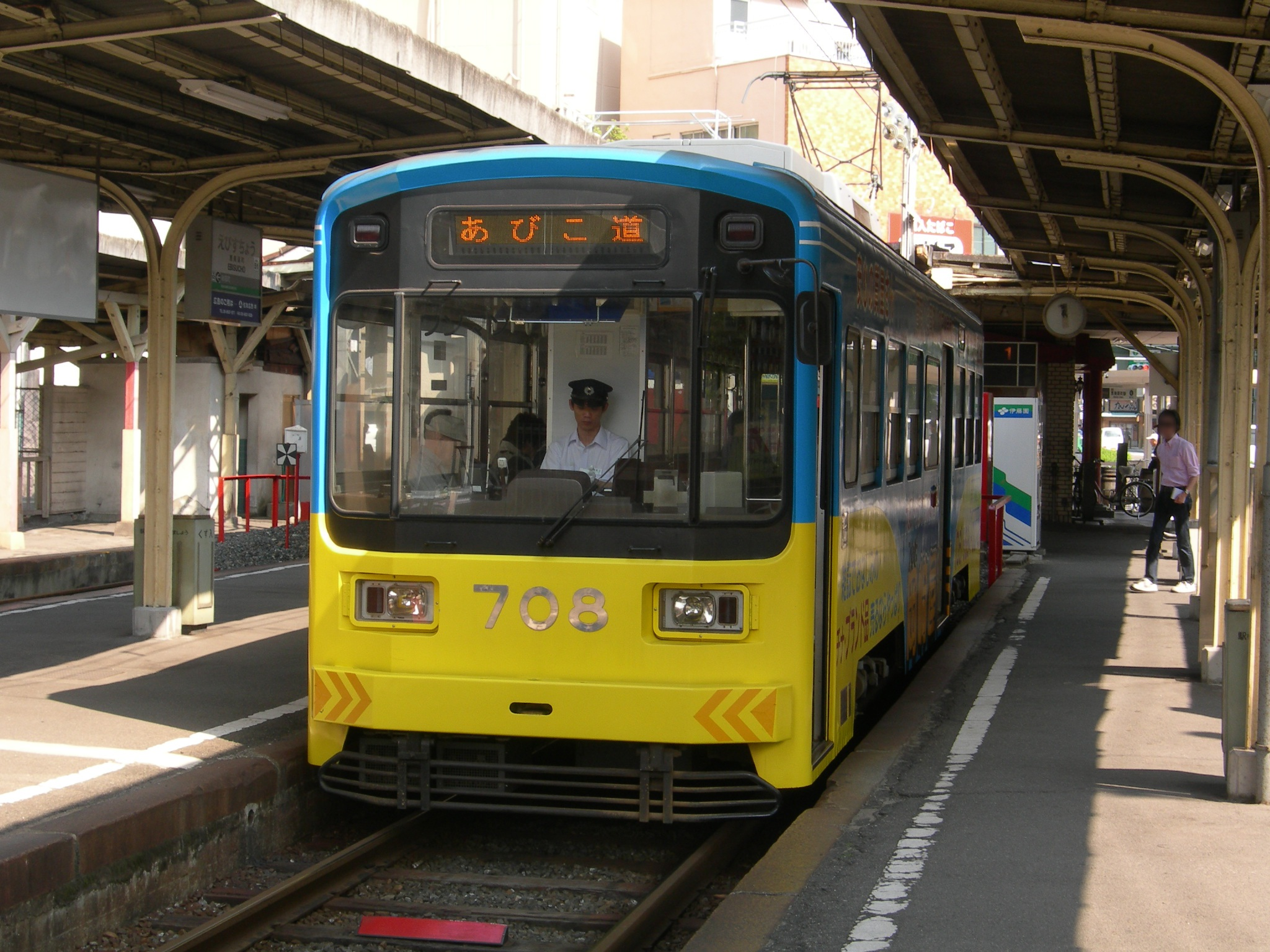
정차 중인 701형(708편성) 전차

## 인접역
| 한카이 전기 궤도 ■ 한카이 선         | 한카이 전기 궤도 ■ 한카이 선 | 한카이 전기 궤도 ■ 한카이 선                  |
| ------------------------------------ | ---------------------------- | --------------------------------------------- |
| 시·종착역                            |                              | 신이마미야에키마에 HN52 하마데라에키마에 방면 |
| ■ 오사카 메트로 사카이스지선         |                              |                                               |
| K17 닛폰바시 덴진바시스지 6초메 방면 | ■준급 ■보통                  | 도부쓰엔마에 K19 덴가차야 방면                |